# Gaspare Traversi

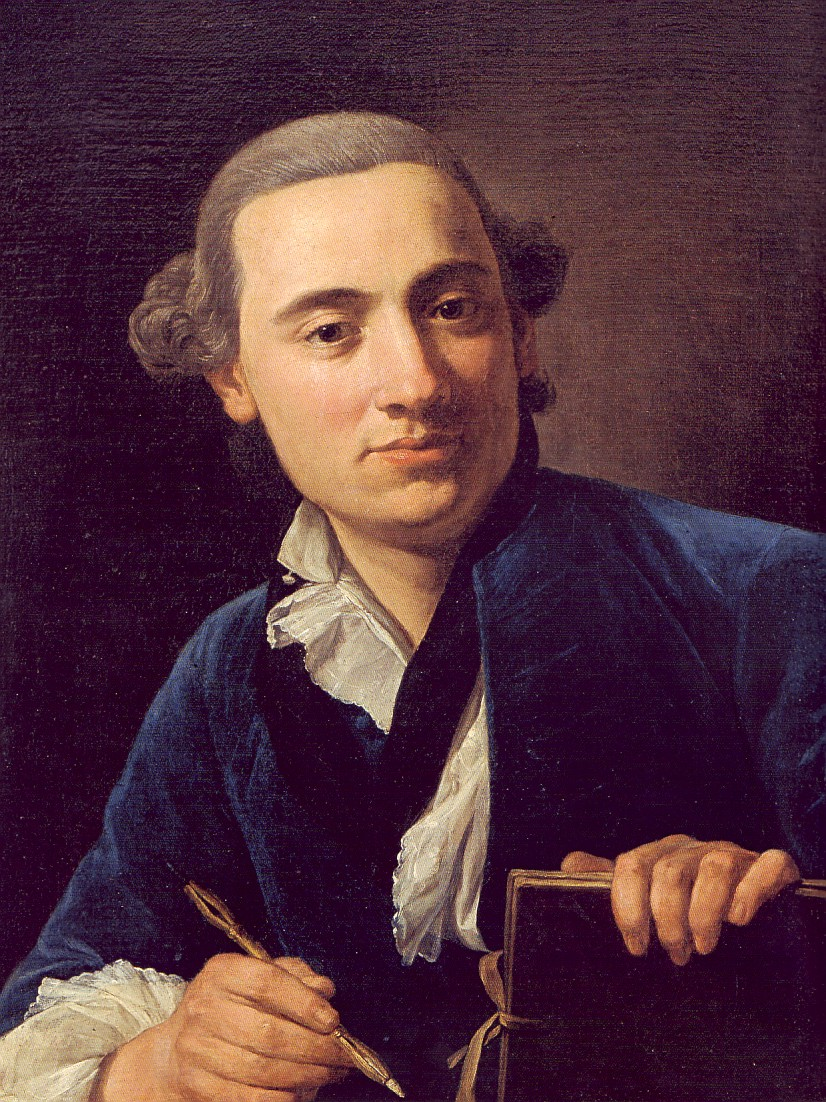
Selbstbildnis

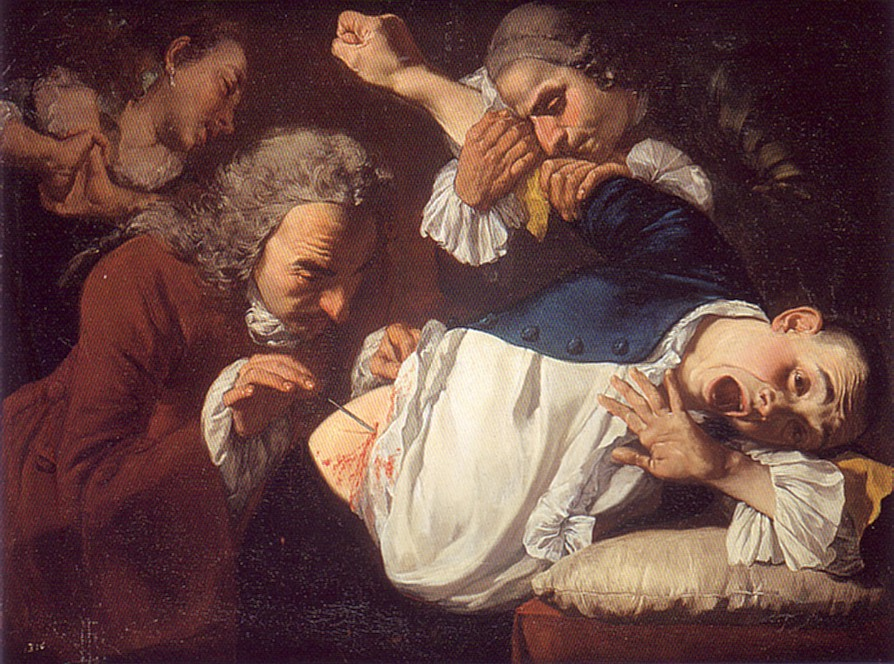
„Die Operation“

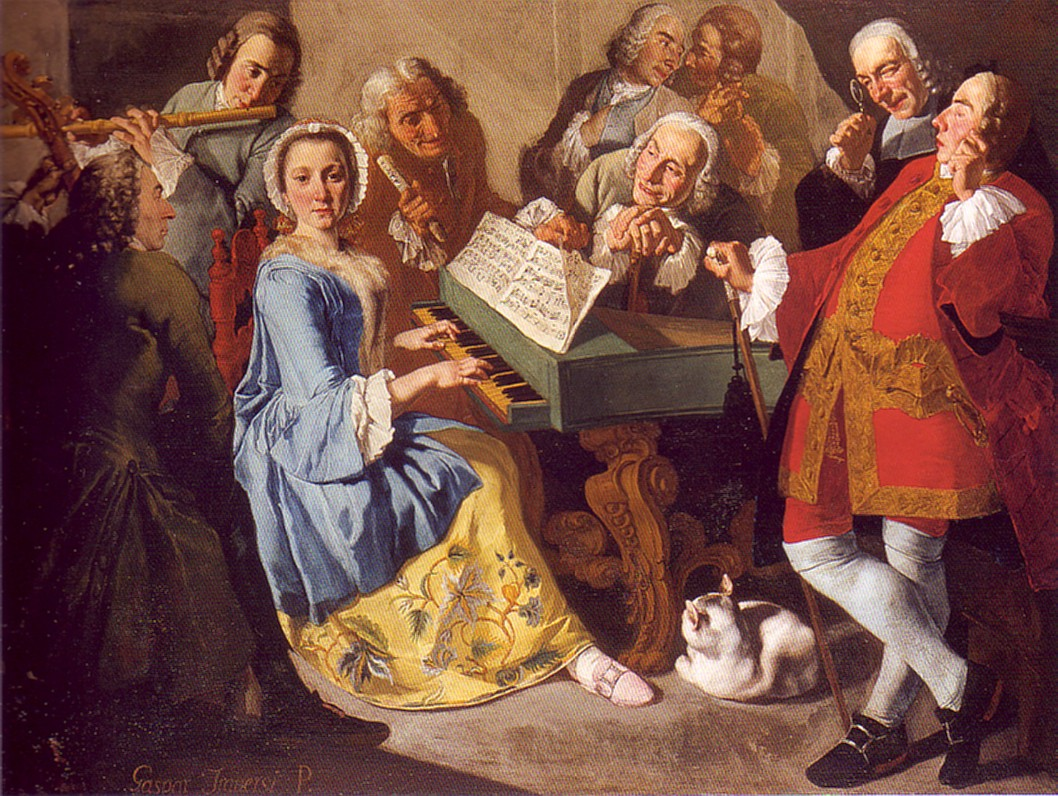
„Das Konzert a voce sola“

Gaspare Traversi (* Dezember 1722 oder Januar/Februar 1723 in Neapel; † 1. November 1770 in Trastevere, Rom) war ein Künstler aus der Schule der neapolitanischen Barockmalerei. Zu seinem lange vergessenen Œuvre gehören Bilder mit religiösen Themen, Porträts und zahlreiche ausdrucksstarke Werke der Genremalerei.

## Biografische Daten
Der Lebenslauf Traversis ist äußerst lückenhaft dokumentiert. Einige Daten und Ereignisse lassen sich aus Bilddatierungen ableiten, andere aus Kirchenregistern, Rechnungen und dergleichen. Zeitgenössische Autoren ließen Traversi fast völlig unerwähnt. Nur Carlo Bianconi, ein Künstler aus Bologna, notierte 1776, also sechs Jahre nach Traversis Tod, in wenigen Zeilen, dass Traversi bei dem seinerzeit berühmten Maler Francesco Solimena in Neapel gelernt habe und später nach Rom gegangen sei.
- Traversis Geburt um die Jahreswende 1722/23 kann nur indirekt bestimmt werden – aus einem viel späteren, datierten Eintrag in einem Kirchendokument, in dem auch sein damaliges Alter von 45 Jahren erwähnt wird. Seine Eltern waren Domenico und Margherita Traversi. Gaspare war das erste Kind des Ehepaares, in der Folge bekam er sieben Geschwister sowie zwei Halbschwestern aus der zweiten Ehe seines Vaters.
- 1742 wurde Fra Raffaello Rossi da Lugagnano nach Neapel berufen, der spätere Generalvikar des Franziskanerordens, Traversis langjähriger Förderer.
- Traversis Signatur mit Datum auf dem Gemälde einer römischen Sammlung deutet darauf hin, dass sich der Maler 1748 in Rom aufgehalten hat[1].
- 1752 kam Traversi nach Rom, dort blieb er bis zu seinem Lebensende. Er lebte in Trastevere, einem alten Stadtbezirk ähnlich dem seiner Jugendjahre in Neapel.
- 1753 entstand eine Bildfolge für den Franziskanerkonvent bei Piacenca, den Alterssitz seines Gönners Fra Raffaello Rossi.
- Seit 1755 wurde Traversi wiederholt im Seelsorgeverzeichnis (Liber Status Animarum) der Kirche Santa Maria im Stadtteil Trastevere aufgeführt und als ständiger Einwohner Roms bezeichnet.
- Traversis Schwester Anna Maria Caterina kam 1756 von Neapel nach Rom, beide führten einen gemeinsamen Haushalt – vorübergehend auch noch nach der Heirat Caterinas im Jahre 1758.
- Am 13. Februar 1759 heiratete Gaspare Traversi in der Basilika Santa Maria in Trastevere die zwei Jahre jüngere Rosa Orlandi. Nach der Hochzeit zogen beide in das nahe gelegene Haus ihrer Schwiegereltern.
- 1760 starb Fra Raffaello Rossi. Am 20. Oktober desselben Jahres wurde Traversis Sohn Giuseppe, geboren. Am 23. April 1763 kam die Tochter Margherita zur Welt. Zwei weitere Söhne, Raffaello und Innocenzo, starben 1766 bzw. 1768 jeweils im Jahr nach ihrer Geburt.
- 1764 herrschte in ganz Italien eine schwere Hungersnot (besonders die Toskana, der Kirchenstaat und Neapel waren betroffen). Offenbar bekam Traversi in den folgenden Jahren weniger Aufträge, sodass er zeitweilig unter wirtschaftlichen Schwierigkeiten litt[2].
- 1769 nahm der Maler seine verwitwete Schwiegermutter mit deren erwachsenen Kindern in seinem Haushalt auf.
- Am 1. November 1770 starb Gaspare Traversi in seinem Haus in Trastevere, laut Sterberegister wurde er drei Tage später in der Basilika Santa Maria beigesetzt.

## Wiederentdeckung
Schon bald nach seinem Tod geriet Gaspare Traversi fast völlig in Vergessenheit und wurde erst in den 1920er Jahren durch den italienischen Kunsthistoriker Roberto Longhi wiederentdeckt. In drei Aufsätzen von 1927 für die Zeitschrift „Vita Artistica“ erarbeitete Longhi die Grundlagen für die Forschung über den Maler und für die Zuschreibung an dessen Bildern. Aber auch in den folgenden Jahrzehnten bis in die jüngste Zeit war Traversi in Museen, in Ausstellungen und in der deutschsprachigen Forschung kaum vertreten. Das änderte sich mit der ersten Einzelausstellung, die von der Staatsgalerie Stuttgart zusammen mit dem Museo di Capodimonte in Neapel vorbereitet und 2003 zunächst in Stuttgart, danach in Traversis Geburtsstadt gezeigt wurde.
Heute werden etwa 200 Arbeiten Traversi zugeschrieben, nur 18 davon sind signiert, von ihnen wiederum nur 10 mit einem Datum versehen. Das religiöse Werk umfasst ungefähr 50 Gemälde, zu den profanen Bildern gehören rund 50 Porträts und 100 Genreszenen. Als Urheber seiner Bilder wurden meist andere Maler angenommen: Giuseppe Bonito, Pier Leone Ghezzi und Corrado Giaquinto. Die Korrektur dieser irrtümlichen Zuschreibungen begann mit den Forschungen Longhis nach einer Kollektivausstellung italienischer Malerei 1922 in Florenz, in der Traversis Bilder hingen, sein Name aber nicht genannt wurde.

## Das Werk

### Einfluss der Aufklärung

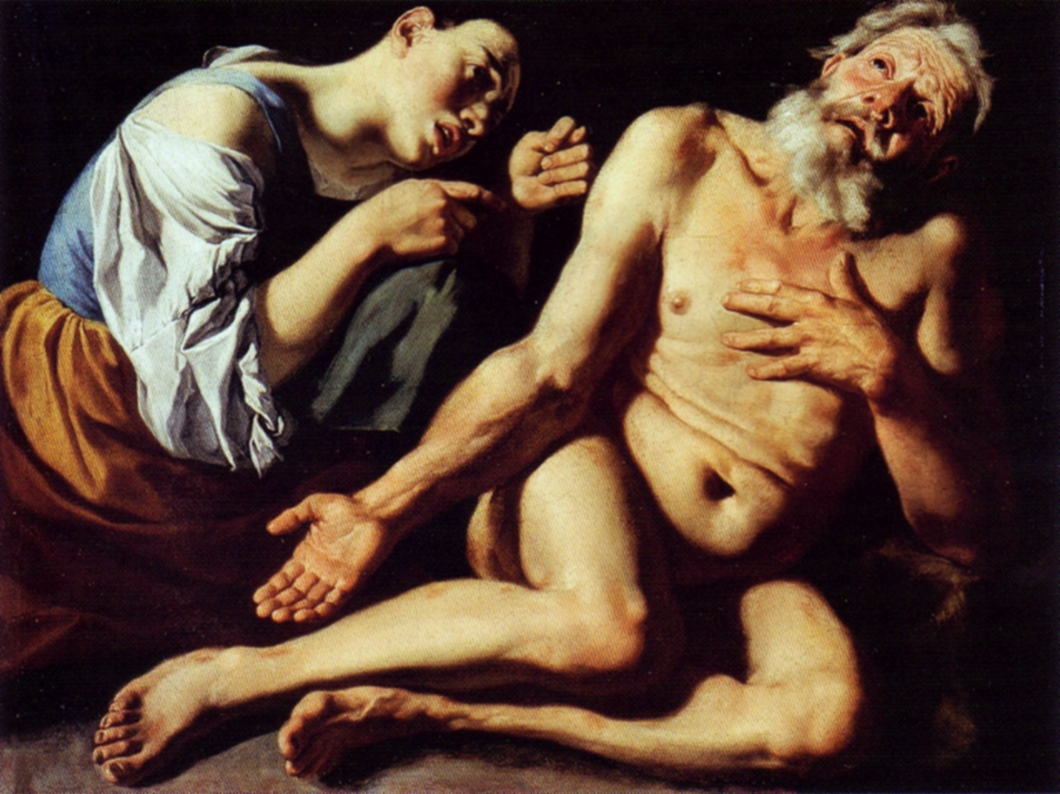
„Hiob, von seiner Frau verspottet“

Das Verhältnis Traversis zum Gedankengut der Aufklärung wird in der einschlägigen Forschung unterschiedlich beurteilt. Fraglich bleibt, ob der Maler einzelne Vertreter dieser neuen Sicht auf die Welt in Neapel kennenlernte – in der Regel waren das Angehörige der gebildeten, wohlhabenden Bevölkerungsschichten –, oder ob seine Herkunft aus einfachen Verhältnissen dies verhinderte. Roberto Longhi stellte jedenfalls einen inneren Zusammenhang fest, indem er zum Beispiel über eines der Bilder Traversis urteilte, es sei wie „von Diderot in Auftrag gegeben, von Chardin gemalt“, womit er einerseits Denis Diderot ansprach, einen der führenden Köpfe der europäischen Aufklärung, andererseits Jean Siméon Chardin, einen französischen Maler von Stillleben und Genrebildern abseits der akademischen Malerei seiner Zeit.
Traversi lebte und arbeitete im Übergangsbereich zwischen barocker Theatralik und dem eher nüchternen Gestus der Aufklärung. Seine unpathetische, wenn auch eindringliche Sichtweise wendete er auch auf traditionelle, hochdramatische Bildthemen an; in seiner Darstellung der „Salome...“, so beschrieb es ein Rezensent der Stuttgarter Ausstellung, „präsentiert [sie] das Haupt des Täufers mit solch naiver Unschuldsmiene wie einen eben gepflückten Salatkopf“.

### Porträts und religiöse Themen
Im römischen Klerus hatte Traversi einflussreiche Förderer. Außer dem Franziskaner Fra Raffaello Rossi da Lugagnano waren es auch Angehörige anderer religiöser Ordensgemeinschaften, die ihm besonders in den 1750er Jahren Aufträge verschafften. So entstanden Altar-, Andachts- und religiöse Historienbilder. Zu den Hauptwerken aus jener Zeit gehört ein Zyklus von sechs großformatigen Gemälden für die Karmeliterkirche San Crisogono in Trastevere, heute an anderer Stelle aufbewahrt. Die darin behandelten Themen wie „Die Ermordung Amnons beim Gastmahl Absaloms“ sind Beispiele einer drastischen, figurativen Malerei, die sich vom damals in Rom Üblichen unterschied. Traversi benutzte eine Bildsprache, die realistischer war, die weniger idealisierte und dadurch die Distanz zum Betrachter verringerte. Für ihn war dieser Teil seines Gesamtwerks auch deshalb bedeutsam, weil Bilder mit religiösen Themen traditionell besonders hoch angesehen waren (entsprechend der kirchenhistorischen und dogmatischen Bedeutung der abgebildeten Figuren) – obwohl zu jener Zeit auch schon eine Neubewertung in der Hierarchie der Bildgattungen einsetzte, wobei dem Porträt und der Genremalerei größere Bedeutung beigemessen wurde.
Traversi war ein gefragter Porträtist. Von seiner Hand stammen mehrere Bildnisse des Franziskaners Raffaello Rossi und des Kardinals Gian Giacomo Millo, für dessen Titelkirche San Crisogono er seinen sechsteiligen Zyklus gemalt hatte. Dazu porträtierte er eine Reihe weiterer hochgestellter Kleriker und sonstige Repräsentanten des öffentlichen Lebens. Abweichend von der vorherrschenden Praxis statuarischer, repräsentativer Porträts unterstrich er in seiner Arbeit die Individualität seiner Modelle.

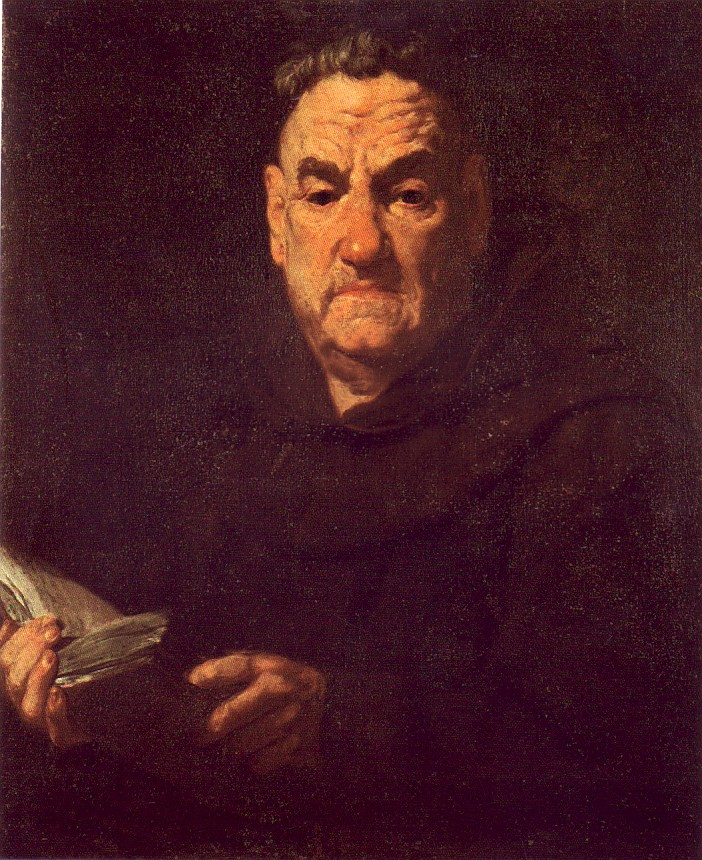
Porträt des Fra Raffaello Rossi
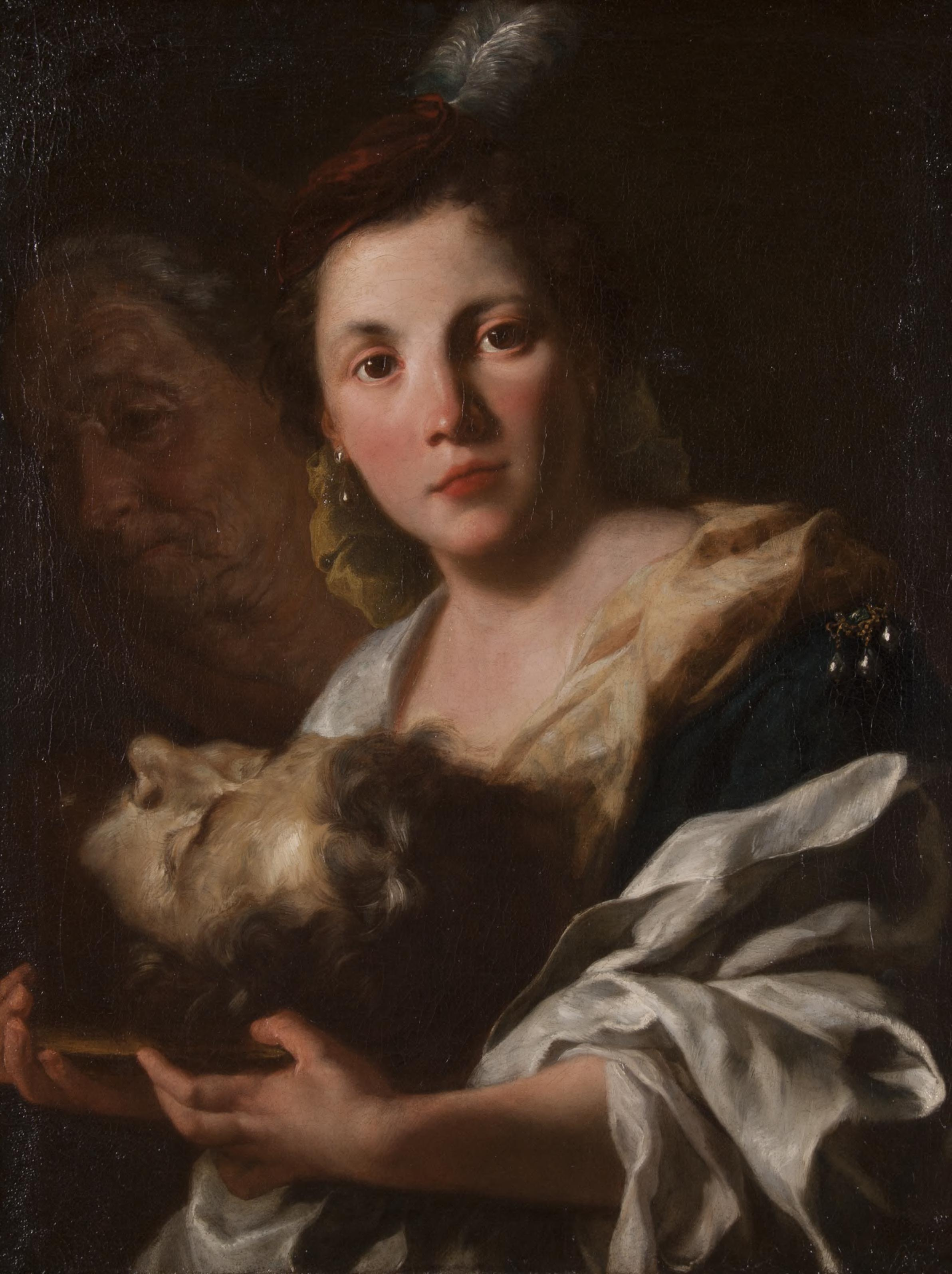
„Salome mit dem Haupt Johannes des Täufers“
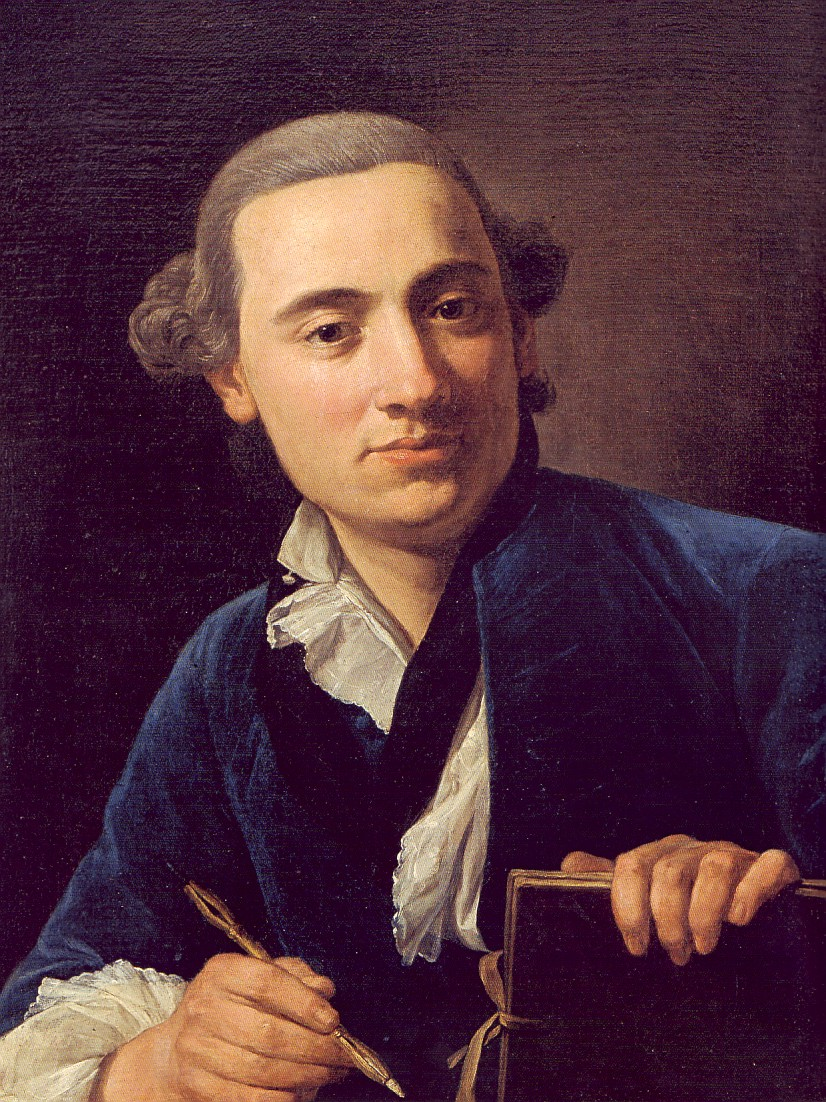
Selbstbildnis
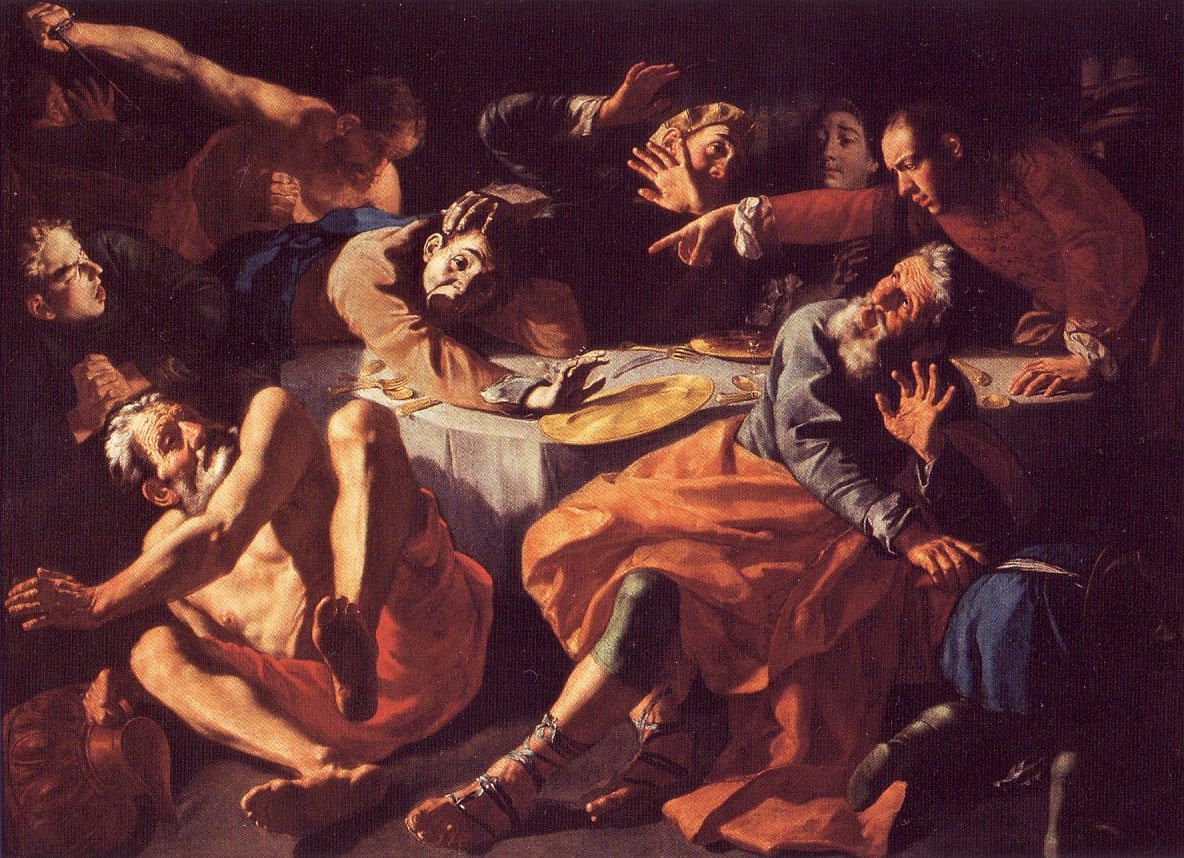
„Die Ermordung Amnons beim Gastmahl Absalons“

### Genremalerei
Traversi wuchs in einem alten, dicht besiedelten, besonders lebhaften Stadtviertel Neapels auf. Hier hatte das „Teatro di San Bartolomeo“ seinen Sitz, wo 1733 Pergolesis „La Serva Padrona“ („Die Magd als Herrin“) uraufgeführt wurde. Diese Oper, ursprünglich als komisches Intermezzo für die ernste Oper konzipiert, gilt als Vorbild für eine neuartige, bald überaus populäre Form des Musiktheaters, die „Opera buffa“. Anders als in der „Opera seria“ mit ihren erhabenen Themen wurden nun volkstümliche Probleme behandelt, alltägliche menschliche Verhaltensweisen und Schwächen in theatralisch-komischer Form dargestellt, das ernste Pathos der klassischen Barockoper gelegentlich karikiert in Geschichten, „deren subversive Heiterkeit dem vorrevolutionären Geist der Aufklärung entsprach“.
Inhaltlich folgte Traversi in seinen Genrebildern dieser Entwicklung. Auch bei ihm sieht man die großen Gesten der „kleinen Leute“ in Situationen des Alltags. Formal ließ er sich von den Werken bedeutender Barockmaler beeinflussen, die in Neapel Spuren hinterlassen hatten. In den Bildern von Michelangelo Merisi da Caravaggio, Jusepe de Ribera und Mattia Preti fand er seine wesentlichen Stilmittel: expressive Gestik, dramatisches Licht, eine naturalistische, zum Teil auch schon genrehafte Darstellungsweise. Die figurativen Lösungen und die Kompositionsprinzipien, die Traversi in seinen religiösen Darstellungen anwendete, bildeten auch die Grundlage seiner profanen Szenen.